# Varpbåt

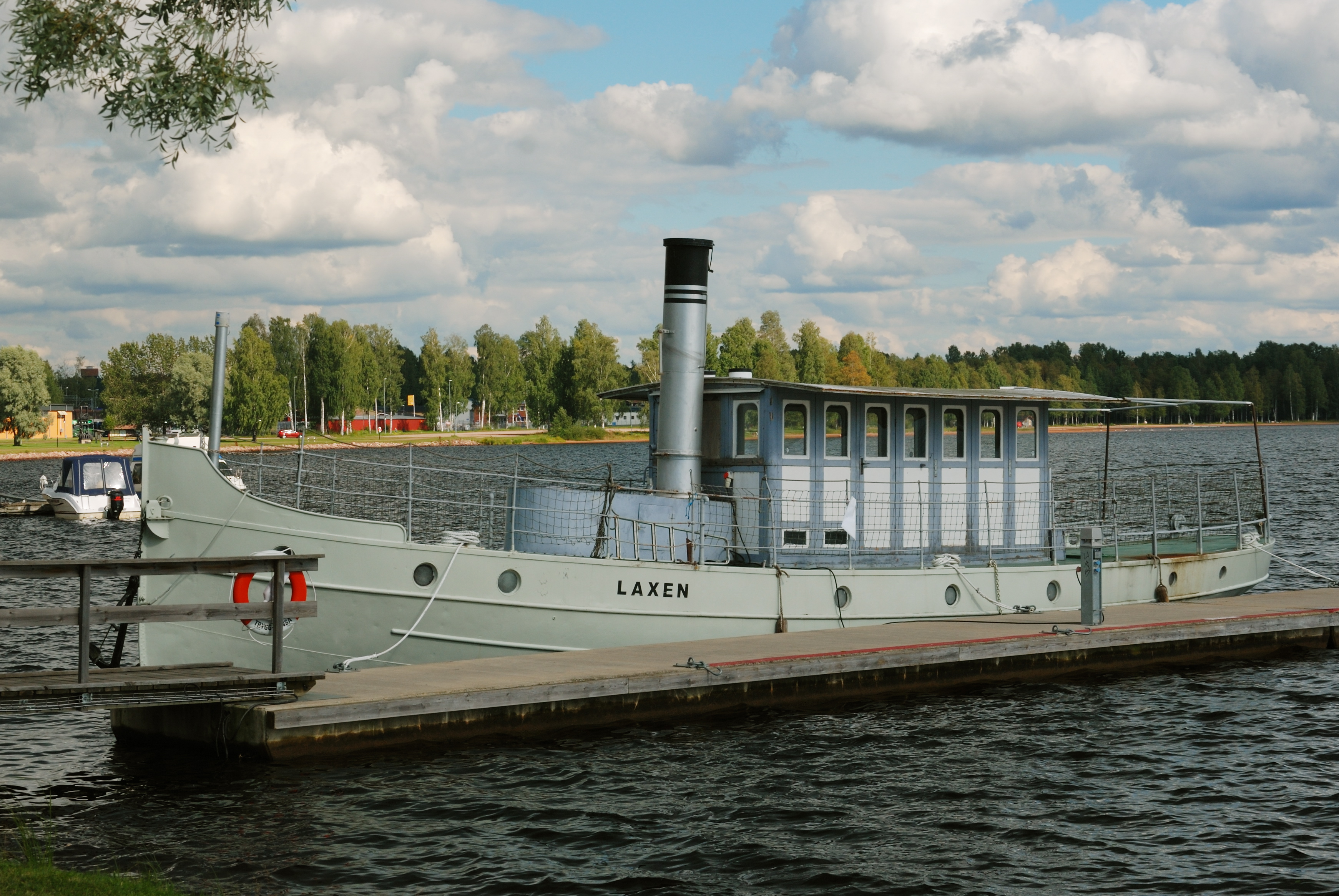
Varpbåten S/S Laxen

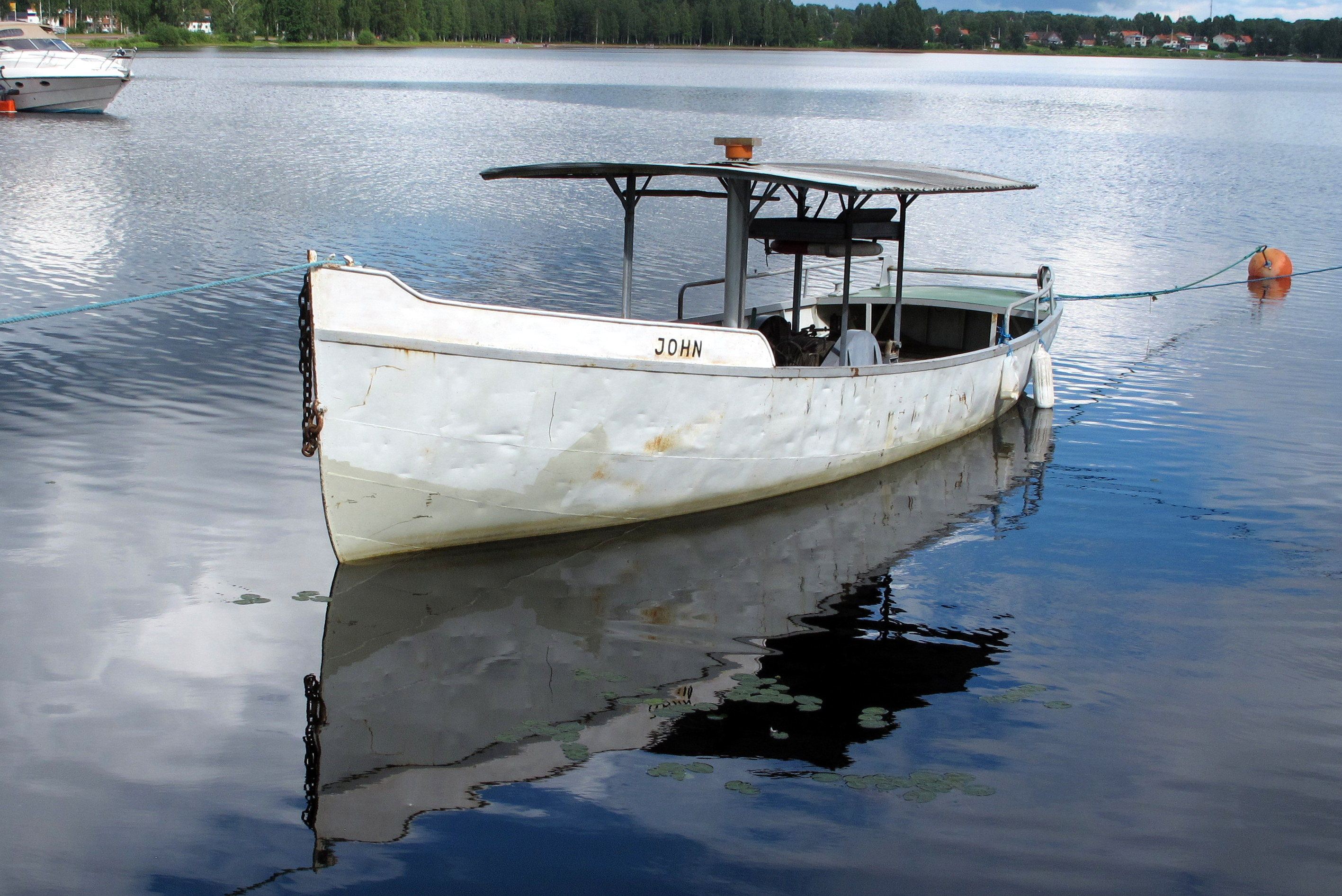
Varpbåten John vid Morastrand i juli 2015.

Varpbåt är en båt som används för varpning vid timmerflottning. 
Vid flottningen fästs en vajer i en timmerflot av en varpbåt. Därefter går varpbåten omkring 1.000—2.000 meter och förtöjer i en dykdalb eller boj eller ankrar upp, varefter vajern spelas in. När vajern är nästan helt inne, upprepas proceduren vid en ny förtöjningsplats omkring 1.000—2.000 meter längre bort. 
Innan varpbåtarna kom i bruk, var det vanligt att en spelflotte användes för detta. Spelflottarna förekom också senare på vattendrag där flottningen inte var lika intensiv som ute på de stora älvarna. Det gällde att varpningen inte gick för långsamt, för att undvika att farten på flotten skulle minska. Detta gjordes på sjöar och sel i älvarna, där strömmen i vattnet inte räckte till för att föra timret vidare i älven.